# Crytea sublunifer
Crytea sublunifer är en stekelart som först beskrevs av Morley 1919.  Crytea sublunifer ingår i släktet Crytea och familjen brokparasitsteklar. Inga underarter finns listade i Catalogue of Life.